# Lashly Mountains
Die Lashly Mountains sind eine kleine Gruppe von Bergen im ostantarktischen Viktorialand. Sie ragen südlich des Kopfendes des Taylor-Gletschers und westlich des Lashly-Gletschers auf.
Teilnehmer der britischen Discovery-Expedition (1901–1904) entdeckten diese Gruppe und benannten sie nach William Lashly (1867–1940), einem Teilnehmer der Expedition, der unter anderem in diesem Gebiet tätig war.